# Depend on You
Depend on You è un brano musicale della cantante giapponese Ayumi Hamasaki, pubblicato come suo quinto singolo il 9 dicembre 1998. Il brano è il quinto estratto dall'album A Song for ×× ed è arrivato alla sesta posizione della classifica Oricon dei singoli più venduti in Giappone vendendo un totale di 131 460 copie.

## Tracce
CD singolo AVDD-20278
1. Depend on you (Ayumi Hamasaki, Kikuchi Kazuhito)
2. Two of us (Ayumi Hamasaki, Miyaji Daisuke, Imai Ryosuke)
3. Depend on you ~Instrumental~ (Ayumi Hamasaki, Kikuchi Kazuhito)

## Classifiche
| Classifica (1998)           | Posizione più alta |
| --------------------------- | ------------------ |
| Oricon Weekly Singles Chart | 6                  |